# 谷衛萬
谷 衛萬（たに もりたか）は、丹波国山家藩の第9代藩主。

## 生涯
第8代藩主・谷衛量の長男。
享和元年（1801年）、父の死去により跡を継ぐ。文化10年（1813年）12月16日、従五位下・大学頭に叙任する。
文化13年（1816年）8月に死去し、跡を弟の衛弥が継いだ。